# すがぽん
すがぽん（すがぽん（本名：須賀 令奈）、9月5日 - ）は東京都出身のアーティスト。
日本マイム研究所にて佐々木博康に師事。98年より「パフォーマンスシアター水と油」に所属。以後、水と油のメンバーとして、すべての作品に出演。これまでに国内22都市、海外9カ国22都市で公演を行う。舞台上で見せる秀逸ともいえるクールバカっぷり、親しみやすいキャラクターで幅広い観客層から支持されている。

## 略歴
- 東京都内で生まれる。
- 94年　日本マイム研究所に入所。
- 98年　パフォーマンスシアター水と油に所属。
- 03年 江戸川区文化奨励賞受賞。
- 06年7月　御徒町凧演出「なにげないもの」で役者デビュー。
- 06年9〜12月続けて07年もキリンビール株式会社主催、キリンダンスネットワークコミュニケーションイベントで、全国をまわる。
- 07年6〜8月　野村萬斎演出「国盗人」に出演。
- 11年3月〜　文学座研究所にて特別講師を務める。
- 13年1月　幇間の修行を開始。

## 主な出演作品
舞台
- 御徒町凧演出 「なにげないもの」(2006年7月28日-7月30日、原宿クエストホール)
- 「すがぽん劇場 →的」(2006年12月11日-12月12日、ザムザ阿佐谷)
- 野村萬斎演出「国盗人」(2007年6月22日-7月14日、世田谷パブリックシアター)
- 野村萬斎演出「国盗人」(2007年7月25日-7月27日、兵庫県立芸術文化センター)
- 野村萬斎演出「国盗人」(2007年8月1日、新潟市民芸術文化会館)
- 「すがぽん劇場 →的」(2007年9月19日-9月20日、富山県民小劇場オルビス)
- 冨士山アネット「太陽」(2008年1月19日-1月20日、シアタートラム)
- 「狂言劇場 その四『唐人相撲』」(2008年3月21日-3月30日、世田谷パブリックシアター)
- 川村毅演出「路上2」(2008年6月28日-7月6日、SPACE雑遊)
- 串田和美演出「ウル・ファウスト2008」(2008年10月8日-10月12日、まつもと市民芸術館)
- 「すがぽん劇場 →的」(2008年11月29日-11月30日、ぽんプラザホール/福岡市)
- 「野村萬斎スーパー狂言ライブ『唐人相撲』」（2009年2月20日-2月21日、札幌市教育文化会館)
- 「りゅーとぴあ劇場狂言Vol.9『唐人相撲』」（2009年3月25日-3月26日、新潟市民芸術文化会館)
- 「野村万作・萬斎 狂言公演『唐人相撲』」（2009年3月28日、びわ湖ホール）
- 川村毅演出「路上2」「路上3」(2009年6月19日-30日、SPACE雑遊)
- 川村毅演出「路上2」「路上3」(2009年7月4日-5日、京都芸術劇場　studio21)
- 野村萬斎演出「国盗人」(2009年12月5日-12月12日、世田谷パブリックシアター)
- 野村萬斎演出「国盗人」(2009年12月16日-12月18日、兵庫県立芸術文化センター)
- 野村萬斎演出「国盗人」(2009年12月22日-12月23日、北九州芸術劇場)
- 「すがぽんマイムパフォーマンスライブ →的」(2010年1月16日-1月17日、タワーホール船堀)
- 「すがおなぎさとごにんのおとこたち」(2010年7月9日-7月10日、原宿VACANT)
- 「すがぽん劇場『〜風』」(2010年8月7日-8月8日、調布市せんがわ劇場)
- 今井朋彦演出「わが町」(2010年10月30日-11月14日、静岡芸術劇場)
- W・シェイクスピア原作「K・LEAR〜ヒメミコタチノオハナシ〜」（2011年9月10日-9月13日、武蔵野芸能劇場）
- W・シェイクスピア原作「K・LEAR〜ヒメミコタチノオハナシ〜」（2011年9月17日-9月18日、京都府立文化芸術会館）
- 「松本泰幸サクソフォン・シアターvol.2〜冬編〜」（2012年1月28日、小金井市民交流センター小ホール）
- 小林勝也演出　現代エポック「少女仮面」（2012年3月22日-3月24日、北池袋新生館シアター）
- SPAC秋のシーズン「わが町」（2013年11月16日-11月24日、静岡芸術劇場）
- 佐々木博康55周年記念公演「レ・ミゼラブル」（2014年7月13日、江戸東京博物館大ホール）

TV出演
- NHK土曜ドラマ「トップセールス」(2008年4月-5月)
- BS11デジタル「超最先端エンタメ情報番組 TOKYOブレイクする〜!」(2008年8月28日)
- フジテレビ「ネオコラ!東京環境会議」(2008年10月12日)
- フジテレビ「ネオコラ!東京環境会議2」（2009年1月5日）
- NHK 「SAVE　THE　FUTURE・エコレゾTV」（2009年12月19日）

PV出演
- 一青窈「Lesson」（2012年1月25日）

## 受賞歴
水と油
- 2000年8月 英国エディンバラ演劇祭において『TOTAL THEATRE AWARD』に400団体中の8団体にノミネートされる。（日本人初）
- 2000年12月 東京都千年文化芸術祭にて『優秀作品賞』を受賞。
- 2001年8月 エディンバラ演劇祭では地元スコットランド新聞紙「THE HERALD」より『HERALD ANGEL AWARD』を受賞。（日本人初）
- 2003年1月 将来を嘱望される新鋭で清新さあふれる個人又は団体に贈られる、『第2回朝日舞台芸術賞（朝日新聞社主催）「寺山修司賞」』及び キリンビールが受賞作の再演を支援する「キリンダンスサポート」をダブル受賞。

個人
- 2003年江戸川区文化奨励賞受賞